# Taczanowskia striata
Taczanowskia striata är en spindelart som beskrevs av Eugen von Keyserling 1879. Taczanowskia striata ingår i släktet Taczanowskia och familjen hjulspindlar. Inga underarter finns listade i Catalogue of Life.